# 田宮運動公園
田宮運動公園（たみやうんどうこうえん、Tamiya Sports Park）は、徳島県徳島市南田宮にある公園。

## 概要
田宮街道と田宮川の間に位置し、公園内には陸上競技場と市民プールがある。市内で唯一の陸上競技場なので、競技場の使用を目的として県内にある小学校・中学校・高等学校の学生が多く訪れる。
普段は犬の散歩や子どもの遊び場として多くの人で賑わっているが、夏になるとプールに訪れる人が多く、より一層賑わう。公園内には桜の木がたくさん植えてあり、春になるとお花見を目当てに訪れる人が多い。2007年秋には季節はずれの桜が咲いた。また地域の広域避難場所となっている。
アソビバ!、広沢自動車学校と隣接している。

## 公園内の施設
- 徳島市陸上競技場 - 4月～9月 9時～19時/10月～3月 9時～18時30分
- ワークスタッフ田宮プール - 利用時間：10時～17時　7月上旬から8月下旬

## 画像

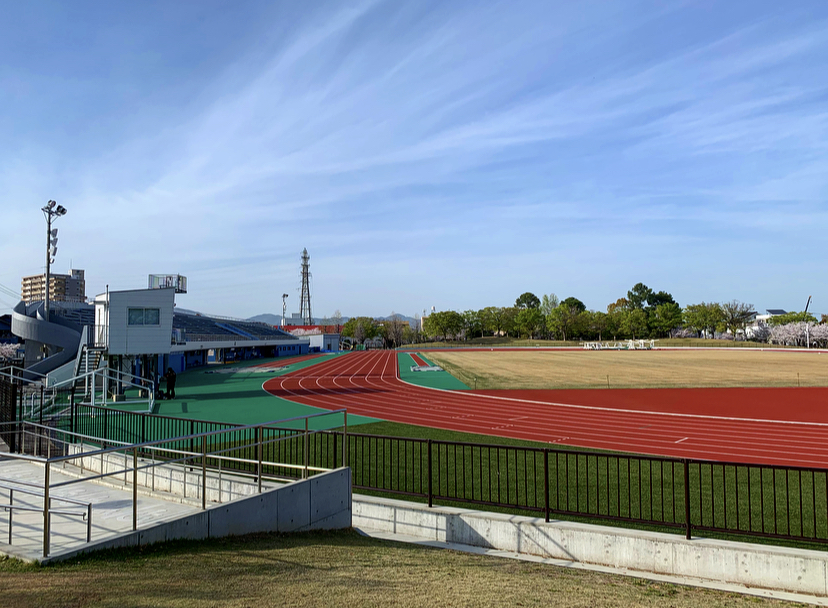
徳島市陸上競技場
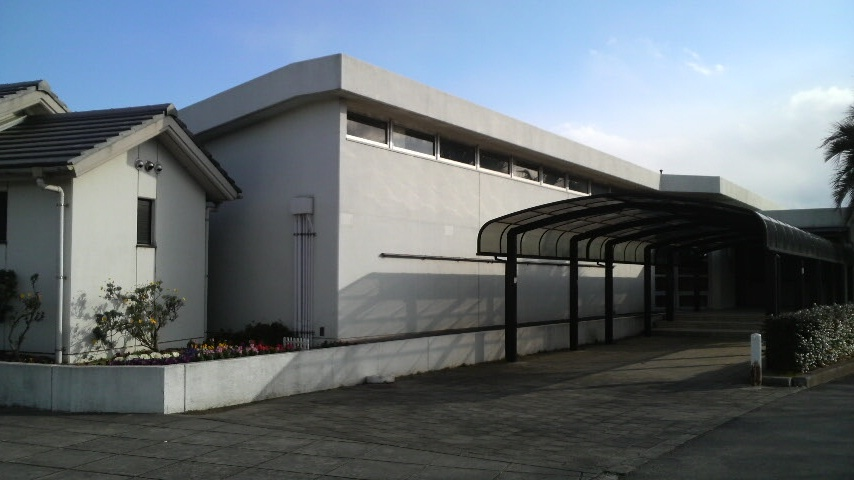
ワークスタッフ田宮プール

## 公園内の植物
- アベリア
- アラカシ
- イチョウ
- オトメツバキ
- クスノキ
- クチナシ
- ゲッケイジュ
- サザンカ
- サツキツツジ
- セイヨウツゲ
- ソメイヨシノ
- トウジュロ
- トベラ
- ドウダンツツジ
- ネズミモチ
- ハクチョウゲ
- マテバシイ
- マルバシャリンバイ
- ムクゲ
- メタセコイア
- モクレン
- ヤタイヤシ
- ラクウショウ
- 等

## 交通
- 徳島市営バス田宮運動公園口停留所から徒歩で約1分。
- JR高徳線 徳島駅より徒歩約15分。
- JR高徳線・徳島線 佐古駅より徒歩約15分。